# Levitation (Parapsychologie)
Levitation, eine Form der Psychokinese, ist die postulierte Fähigkeit des Menschen, ohne Hilfsmittel zu schweben.
Berichte über diese Fähigkeit gibt es in annähernd jeder Kultur und auch in heutigen Massenmedien. Ein wissenschaftlicher Nachweis für eine gelungene Levitation liegt nicht vor.

## Levitation in der buddhistischen Überlieferung
Levitation findet im Pali-Kanon Erwähnung. So zum Beispiel im Sāmaññaphala Sutta (zweite Lehrrede des Digha-Nikaya), in einer Aufzählung verschiedener "Höherer Geisteskräfte" (Pali: iddhividhā). Dort heißt es "ākāsepi pallaṅkena kamati seyyathāpi pakkhī sakuṇosakuṇa" (Mit gekreuzten Beinen geht er durch den Himmel wie ein geflügelter Vogel), oder, wie Neumann es übersetzt, "durch die Luft sitzend dahinzufahren wie der Vogel mit seinen Fittichen". Levitation ist einer der "Früchte des geistig strebenden Einsiedlers" (sāmaññaphala, auch Titel der Lehrrede).

## Levitation in der christlichen Überlieferung

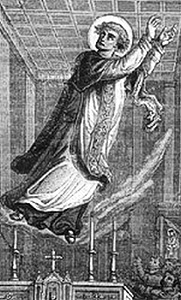
San Giuseppe di Copertino, der „fliegende Frater“

Die bekannteste Levitation der Bibel wird dem in der Apostelgeschichte, Kapitel 8, Verse 9–25 , erwähnten Zauberer Simon Magus zugeschrieben, der im ersten Jahrhundert in Rom bei einem öffentlich mit Simon Petrus ausgetragenen Wunderwettbewerb geschwebt haben soll. Die zumeist apokryphen Quellen über diese Begebenheit wurden im 12. Jahrhundert in der Legenda Aurea zusammengefasst. Fortan wurden Flug und Fall des Heiden Simon Magus ein beliebtes Motiv in der mittelalterlichen Kunstgeschichte.
Über 230 Heiligen werden Levitationen zugesprochen. Die Heilige Theresa von Ávila erwähnt Levitationserlebnisse in ihrer Autobiographie.
Als der für Levitationen bekannteste Heilige gilt Franziskaner Josef von Copertino (1603–1663), der aus bäuerlichen Verhältnissen stammte. Für über 100 Flüge fanden damalige Gelehrte Zeugen. Viele Persönlichkeiten hatten großes Interesse, selbst Augenzeuge dieses Wunders zu werden. Unter anderem haben Prinzessin Maria von Savoyen und König Johann II. Kasimir von Polen ihre Beobachtungen unter Eid bestätigt.
Weitere Personen, denen Levitation zugeschrieben wird, sind Franz von Assisi, Apollonius von Tyana, Girolamo Savonarola, Katharina von Siena, Petrus von Alcantara und Alphons von Liguori.

## Esoterik
Der schottische Spiritist Daniel Dunglas Home (1833–1886) erregte mit Schwebe- und Flugvorführungen großes Aufsehen, die er angeblich mit Hilfe von Geistern zuwege brachte. Auch soll er gelegentlich während eines Gesprächs etwas über dem Stuhl geschwebt haben, ohne dass ihm das selbst bewusst gewesen sein soll. Ihm konnte nie ein Betrug nachgewiesen werden.
Eine Erweiterung der Technik der Transzendentalen Meditation, die auf den Yoga-Sutras von Patanjali basiert, soll eine Levitation sein. Die erste Stufe besteht darin, im Schneidersitz auf und ab zu hüpfen. Die zweite Stufe des Yogischen Fliegens soll eine echte Levitation sein. Mehr als die erste Stufe wurde jedoch nie nachprüfbar erreicht. Maharishi Mahesh Yogi, der Gründer der Transzendentalen Meditation, übte diese Technik angeblich prinzipiell nicht öffentlich aus.